# Maura Healey

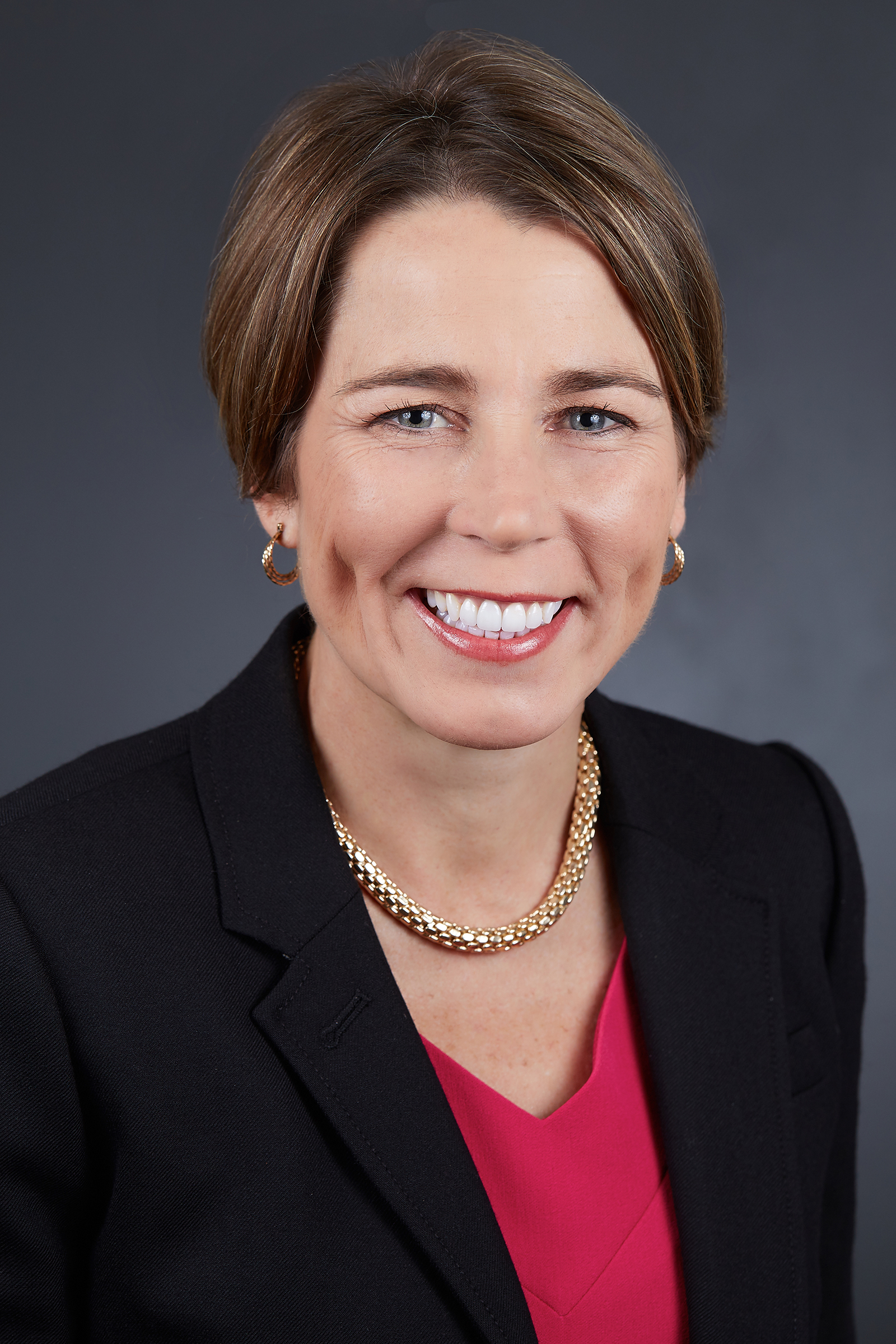
Maura Healey

Maura Tracy Healey (* 8. Februar 1971 im Marine-Krankenhaus Bethesda, Maryland) ist eine amerikanische Juristin und Politikerin der Demokratischen Partei. Von 2015 an diente sie als Attorney General für den Bundesstaat Massachusetts, bis sie 2022 die Wahl zur Gouverneurin von Massachusetts gewann. Healey trat ihr Amt am 5. Januar 2023 an.
Sie ist eine der beiden ersten offen lesbischen Frauen, die dieses Amt in den USA innehat.

## Leben
Maura Tracy Healey wuchs auf als ältestes von fünf Geschwistern. Als sie neun Monate alt war, zog ihre Familie, die aus Newburyport stammt, nach Hampton Falls (New Hampshire), wo sie aufwuchs. Ihre Mutter war Krankenschwester an der Lincoln Akerman School in Hampton Falls; ihr Vater Ingenieur und Captain im United States Public Health Service. Ihr Stiefvater, Edward Beattie, unterrichtete Geschichte und trainierte Mädchen an der Winnacunnet High School, die auch Healey absolvierte. Nach ihrem High-School-Abschluss studierte Healey am Harvard College. Sie war Vize-Kapitänin des Harvard Crimson Frauen-Basketball Teams. Nach ihrem Abschluss 1992 cum laude spielte Healey zwei Jahre lang professionell Basketball bei UBBC Wüstenrot Salzburg auf der Position des Point  Guard. Nach ihrer Rückkehr in die Vereinigten Staaten promovierte sie sich 1998 zum Juris Doctor an der Northeastern University School of Law in Boston.
Maura Healey lebt offen lesbisch.

### Politische Karriere
Als Generalstaatsanwältin war sie mit Klagen gegen Donald Trump und Großkonzerne beauftragt. Sie setzte sich vor allem gegen Rassismus und für Gleichberechtigung ein und forderte beispielsweise auf einer Konferenz im Jahr 2020 Mitglieder der Bostoner Handelskammer auf, rassistisch motivierte Ungleichbehandlung und systemischen Rassismus zu beenden.

### Kandidatur als Gouverneurin 2022
Maura Healey beendete mit ihrer Wahl zur Gouverneurin eine in Massachusetts als Fluch des Generalstaatsanwalts bekannte Negativserie: Seit 1958 waren Generalstaatsanwälte, die sich in Massachusetts für das Gouverneursamt bewarben, erfolglos geblieben. Mit ihr traten drei Kandidatinnen für dieses Amt an. Die Bürgermeisterin von Salem, Kim Driscoll, wurde in das Amt der Vizegouverneurin gewählt. Healey gewann die Gouverneurswahl gegen den Republikaner Geoff Diehl. Sie wurde am 8. November 2022 – zusammen mit Tina Kotek (Oregon) – als erste offen lesbische Frau in der Geschichte der USA zur Gouverneurin gewählt.